# Investigación cuantitativa

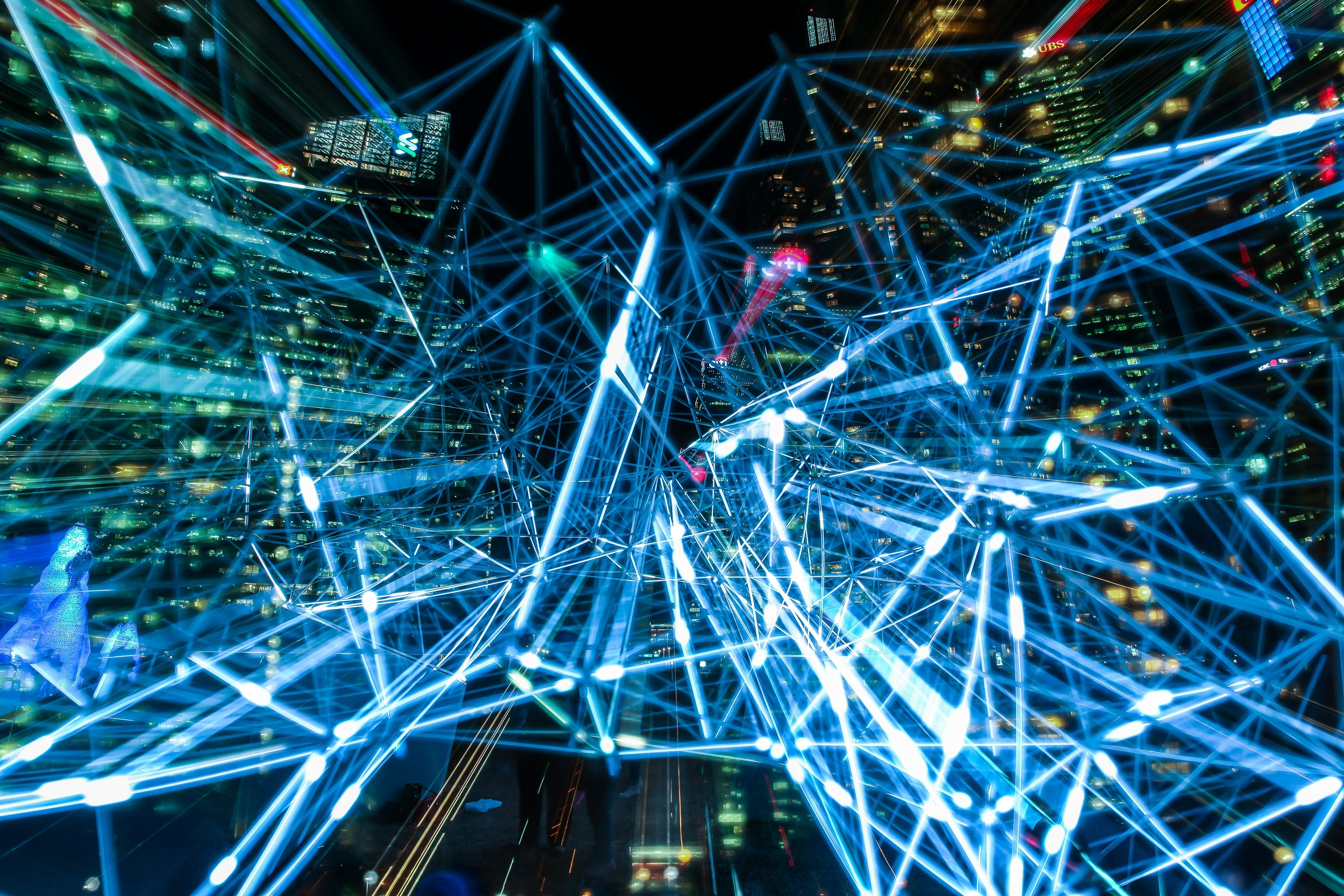
Una descripción de redes de datos y big data.

La investigación cuantitativa es una estrategia de investigación que se centra en cuantificar la recopilación y el análisis de datos. Se forma a partir de un enfoque deductivo en el que se hace hincapié en la comprobación de la teoría, moldeada por filosofías empiristas y positivistas.
Asociada con las ciencias naturales, aplicadas, formales y sociales, esta estrategia de investigación promueve la investigación empírica objetiva de los fenómenos observables para probar y comprender las relaciones. Esto se hace a través de una variedad de métodos y técnicas de cuantificación, reflejando su amplia utilización como estrategia de investigación en diferentes disciplinas académicas.
El objetivo de la investigación cuantitativa es desarrollar y emplear modelos matemáticos, teorías e hipótesis relacionadas con los fenómenos. El proceso de medición es fundamental para la investigación cuantitativa porque proporciona la conexión fundamental entre la observación empírica y la expresión matemática de las relaciones cuantitativas.
Los datos cuantitativos son cualquier dato que esté en forma numérica, como estadísticas, porcentajes, etc. El investigador analiza los datos con la ayuda de estadísticas y espera que los números produzcan un resultado imparcial que pueda generalizarse a una población mayor. La investigación cualitativa, por otro lado, indaga profundamente en experiencias específicas, con la intención de describir y explorar el significado a través del texto, la narrativa o los datos visuales, desarrollando temas exclusivos para ese conjunto de participantes.
La investigación cuantitativa se utiliza ampliamente en psicología, economía, demografía, sociología, marketing, salud comunitaria, salud y desarrollo humano, estudios de género y ciencias políticas; y con menos frecuencia en antropología e historia. La investigación en ciencias matemáticas, como la física, también es "cuantitativa" por definición, aunque este uso del término difiere en el contexto. En las ciencias sociales, el término se relaciona con los métodos empíricos que se originan tanto en el positivismo filosófico como en la historia de la estadística, en contraste con los métodos de investigación cualitativa.
La investigación cualitativa produce información solo sobre los casos particulares estudiados, y cualquier conclusión más general es solo hipótesis. Se pueden utilizar métodos cuantitativos para verificar cuáles de estas hipótesis son verdaderas. Un análisis exhaustivo de 1274 artículos publicados en las dos principales revistas de sociología estadounidenses entre 1935 y 2005 encontró que aproximadamente dos tercios de estos artículos utilizaban el método cuantitativo.

## Generalidades
La investigación cuantitativa generalmente está estrechamente relacionada con las ideas del método científico, que pueden incluir:
- La generación de modelos, teorías e hipótesis
- El desarrollo de instrumentos y métodos de medición
- Control experimental y manipulación de variables
- Recolección de datos empíricos
- Modelado y análisis de datos

La investigación cuantitativa a menudo se contrasta con la investigación cualitativa, que pretende centrarse más en descubrir significados subyacentes y patrones de relaciones, incluidas clasificaciones de tipos de fenómenos y entidades, de una manera que no involucra modelos matemáticos. Los enfoques de la psicología cuantitativa fueron modelados por primera vez en enfoques cuantitativos en las ciencias físicas por Gustav Fechner en su trabajo sobre psicofísica, que se basó en el trabajo de Ernst Heinrich Weber. Aunque comúnmente se hace una distinción entre los aspectos cualitativos y cuantitativos de la investigación científica, se ha argumentado que los dos van de la mano. Por ejemplo, basándose en el análisis de la historia de la ciencia, Kuhn concluye que:
...una gran cantidad de trabajo cualitativo suele ser un requisito previo para una cuantificación fructífera en las ciencias física. 
La investigación cualitativa se usa a menudo para obtener un sentido general de los fenómenos y para formar teorías que se pueden probar mediante la investigación cuantitativa adicional. Por ejemplo, en las ciencias sociales, los métodos de investigación cualitativa se utilizan a menudo para comprender mejor cosas como la intencionalidad (a partir de la respuesta verbal del investigado) y el significado (¿por qué esta persona/grupo dijo algo y qué significó para ellos?).
Aunque la investigación cuantitativa del mundo ha existido desde que la gente comenzó a registrar eventos u objetos que habían sido contados, la idea moderna de procesos cuantitativos tiene sus raíces en el marco positivista de Auguste Comte. El positivismo enfatizó el uso del método científico a través de la observación para probar empíricamente hipótesis que explican y predicen qué, dónde, por qué, cómo y cuándo ocurrieron los fenómenos. Los eruditos positivistas como Comte creían que solo podían avanzar los métodos científicos en lugar de las explicaciones espirituales previas del comportamiento humano.
Los métodos cuantitativos son un componente integral de los cinco ángulos de análisis fomentados por la metodología de filtración de datos, que también incluye métodos cualitativos, revisiones de la literatura (incluida la académica), entrevistas con expertos y simulación por computadora, y que forma una extensión de triangulación de datos.
Varios artículos recientes, publicados en revistas revisadas por pares, brindan valiosas recomendaciones sobre cómo escribir, presentar y ejecutar proyectos de investigación con un enfoque cuantitativo.
Los métodos cuantitativos tienen limitaciones. Estos estudios no proporcionan un razonamiento detrás de las respuestas de los participantes, a menudo no llegan a poblaciones subrepresentadas y pueden abarcar largos períodos para recopilar los datos.

## Uso de estadística
La estadística es la rama de las matemáticas más utilizada en la investigación cuantitativa fuera de las ciencias físicas, y también encuentra aplicaciones dentro de las ciencias físicas, como en la mecánica estadística. Los métodos estadísticos se utilizan ampliamente en campos como la economía, las ciencias sociales y la biología. La investigación cuantitativa que utiliza métodos estadísticos comienza con la recopilación de datos, basados en la hipótesis o teoría. Por lo general, se recopila una gran muestra de datos; esto requeriría verificación, validación y registro antes de que se pueda realizar el análisis. Los paquetes de software como SPSS y R se utilizan normalmente para este propósito. Las relaciones causales se estudian manipulando factores que se cree que influyen en los fenómenos de interés mientras se controlan otras variables relevantes para los resultados experimentales. En el campo de la salud, por ejemplo, los investigadores podrían medir y estudiar la relación entre la ingesta dietética y los efectos fisiológicos medibles como la pérdida de peso, controlando otras variables clave como el ejercicio. Las encuestas de opinión de base cuantitativa se utilizan ampliamente en los medios de comunicación, con estadísticas como la proporción de encuestados a favor de una posición que se informa comúnmente. En las encuestas de opinión, a los encuestados se les hace un conjunto de preguntas estructuradas y sus respuestas se tabulan. En el campo de la ciencia del clima, los investigadores compilan y comparan estadísticas como la temperatura o las concentraciones atmosféricas de dióxido de carbono.
Las relaciones y asociaciones empíricas también se estudian con frecuencia mediante el uso de alguna forma de modelo lineal general, modelo no lineal o mediante el uso de análisis factorial. Un principio fundamental en la investigación cuantitativa es que la correlación no implica causalidad, aunque algunos como Clive Granger sugieren que una serie de correlaciones puede implicar cierto grado de causalidad. Este principio se deriva del hecho de que siempre es posible que exista una relación espuria para las variables entre las que se encuentra covarianza en algún grado. Las asociaciones pueden examinarse entre cualquier combinación de variables continuas y categóricas utilizando métodos de estadística.

## Medición

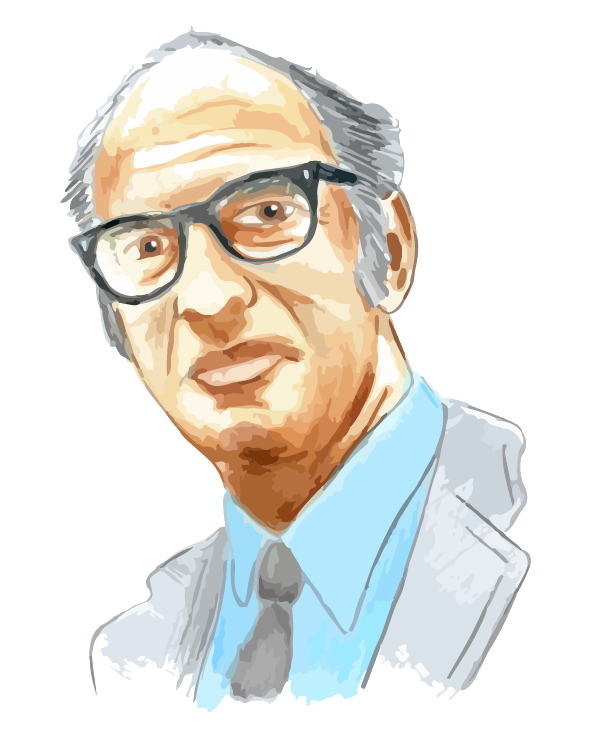
Thomas Samuel Kuhn

Las opiniones sobre el papel de la medición en la investigación cuantitativa son algo divergentes. A menudo se considera que la medición es solo un medio por el cual las observaciones se expresan numéricamente para investigar relaciones o asociaciones causales. Sin embargo, se ha argumentado que la medición a menudo juega un papel más importante en la investigación cuantitativa. Por ejemplo, Kuhn argumentó que dentro de la investigación cuantitativa, los resultados que se muestran pueden resultar extraños. Esto se debe a que aceptar una teoría basada en resultados de datos cuantitativos podría resultar un fenómeno natural. Argumentó que tales anomalías son interesantes cuando se realizan durante el proceso de obtención de datos, como se ve a continuación:
Cuando la medición se aparta de la teoría, es probable que arroje meros números, y su misma neutralidad los vuelve particularmente estériles como fuente de sugerencias correctivas. Pero los números registran la desviación de la teoría con una autoridad y una delicadeza que ninguna técnica cualitativa puede duplicar, y esa desviación suele ser suficiente para iniciar una búsqueda.
En la física clásica, la teoría y las definiciones que sustentan la medición son generalmente de naturaleza determinista. Por el contrario, los modelos de medición probabilísticos conocidos como modelo de Rasch y modelos de teoría de respuesta al ítem se emplean generalmente en las ciencias sociales. La psicometría es el campo de estudio que se ocupa de la teoría y la técnica para medir los atributos y fenómenos sociales y psicológicos. Este campo es fundamental para gran parte de la investigación cuantitativa que se lleva a cabo dentro de las ciencias sociales.
La investigación cuantitativa puede implicar el uso de sustitutos como sustitutos de otras cantidades que no se pueden medir directamente. El ancho de los anillos de los árboles, por ejemplo, se considera un indicador confiable de las condiciones ambientales, como el calor de las temporadas de crecimiento o la cantidad de lluvia. Aunque los científicos no pueden medir directamente la temperatura de los últimos años, el ancho de los anillos de los árboles y otros indicadores climáticos se han utilizado para proporcionar un registro semicuantitativo de la temperatura promedio en el hemisferio norte hasta el año 1000 d. C. Cuando se usa de esta manera, el registro proxy (ancho del anillo de árbol) solo reconstruye una cierta cantidad de la varianza del registro original. El proxy puede calibrarse (por ejemplo, durante el período del registro instrumental) para determinar cuánta variación se captura, incluso si se revela la variación tanto a corto como a largo plazo. En el caso del ancho de los anillos de los árboles, diferentes especies en diferentes lugares pueden mostrar más o menos sensibilidad a, digamos, la lluvia o la temperatura: cuando se reconstruye un registro de temperatura, hay una habilidad considerable para seleccionar proxies que estén bien correlacionados con la variable deseada.

## Relación con métodos cualitativos
En la mayoría de las ciencias físicas y biológicas, el uso de métodos cuantitativos o cualitativos es indiscutible, y cada uno de ellos se utiliza cuando es apropiado. En las ciencias sociales, particularmente en sociología, antropología social y psicología, el uso de uno u otro tipo de método puede ser motivo de controversia e incluso ideología, con escuelas de pensamiento particulares dentro de cada disciplina que favorecen un tipo de método y desfavorecen al otro. Sin embargo, la tendencia mayoritaria a lo largo de la historia de las ciencias sociales es utilizar enfoques eclécticos, combinando ambos métodos. Se pueden utilizar métodos cualitativos para comprender el significado de las conclusiones producidas por métodos cuantitativos. Utilizando métodos cuantitativos, es posible dar una expresión precisa y comprobable a ideas cualitativas. Esta combinación de recopilación de datos cuantitativos y cualitativos a menudo se denomina investigación de métodos mixtos.

## Ejemplos
- Investigación que consiste en las cantidades porcentuales de todos los elementos que componen la atmósfera terrestre.
- Encuesta que concluye que el paciente medio tiene que esperar dos horas en la sala de espera de un determinado médico antes de ser seleccionado.
- Un experimento en el que al grupo x se le dieron dos tabletas de aspirina al día y al grupo y se le dieron dos tabletas de un placebo al día, donde cada participante es asignado al azar a uno u otro de los grupos. Los factores numéricos como dos tabletas, el porcentaje de elementos y el tiempo de espera hacen que las situaciones y los resultados sean cuantitativos.
- En finanzas, la investigación cuantitativa de los mercados de valores se utiliza para desarrollar modelos para fijar precios de operaciones complejas y desarrollar algoritmos para explotar hipótesis de inversión, como se ve en los fondos de cobertura cuantitativos y los índices de estrategia comercial.[20]